# Luetzelburgia guaissara
Luetzelburgia guaissara är en ärtväxtart som beskrevs av Joaquim Franco de Toledo. Luetzelburgia guaissara ingår i släktet Luetzelburgia och familjen ärtväxter. Inga underarter finns listade i Catalogue of Life.